# لفكه لي مصطفى باشا
لفكه لي مصطفى باشا (بالتركية الحديثة: Lefkeli Mustafa Paşa) ـ (توفي سنة 1648) هو رجل دولة عثماني، كان واليًا على مصر سنة 1027 هـ (1618 م)، ثم تولى الصدارة العظمى سنة 1031 هـ (1622 م).